# Rue Roland-Garros
Pour les articles homonymes, voir Roland Garros (homonymie).
La rue Roland-Garros est une rue importante de Saint-Denis, le chef-lieu de l'île de La Réunion.

## Situation et accès
Elle traverse le centre-ville selon un axe ouest-est et croise notamment les rues de Paris, Jean-Chatel et Juliette-Dodu avant d'atteindre le quartier de Saint-Jacques.

## Origine du nom
Elle rend honneur à Roland Garros, pionnier de l'aviation.

## Bâtiments remarquables et lieux de mémoire
Les édifices remarquables de la rue sont, d'ouest en est :
- no 2: Maison Ponama, inscrite au titre des Monuments historiques le 29 mars 1996.
- Angle de la rue de Paris :
  - Nord-ouest : Pensionnat de l'Immaculée Conception, inscrit à l'inventaire supplémentaire des Monuments historiques depuis le 2 février 1993.
  - Sud-ouest : Artothèque.
  - Nord-est : Maison de la Banque de La Réunion, inscrite à l'inventaire supplémentaire des Monuments historiques depuis le 14 août 2000.
  - Sud-est : Villa Angélique, inscrite à l'inventaire supplémentaire des Monuments historiques depuis le 29 mars 1996.
- no 40: Maison Turquet, inscrite au titre des Monuments historiques le 26 janvier 2012.
- no 52: Bibliothèque départementale de La Réunion.
- no 72: Maison Boyer-Vidal, inscrite au titre des Monuments historiques le 17 décembre 2015.